# パブリック・アイビー
パブリック・アイビー（英：Public Ivy）は、アメリカ合衆国の名門公立校をさす通称。東部の私立名門校「アイビー・リーグ」になぞらえて考案された。名称自体は広く知られているがアイビー・リーグのように伝統的に定着した呼称ではなく、どの学校を含めるかもさまざまな意見が出されている。

## 概要
ハーバード大学やプリンストン大学など伝統的な名門私立大学8校で構成される「アイビー・リーグ」に比べると国際的な知名度には劣るが、教育・研究の内容はきわめて優れている教育機関として、とくに州立・市立など公立校から選び出したもの。1985年にカリフォルニア大学学長のリチャード・モルが著書の中で提案したのが最初の例とされる（後述「リチャード・モルのリスト」参照）。
入学時の競争率や伝統的な知名度だけでは教育機関の優秀性を測ることはできないというのがモルの問題意識で、彼は、アメリカには充実した施設をもち手厚い教育を行っている優れた大学が、地方に数多くあると広く知らしめるためにこの呼び名を提案したとされる。
以後この指摘は共感を呼び、プリンストン大学の入試責任者から教育関連のコンサルタントへ転じたハワード・グリーンらが、2001年に「パブリック・アイビー」を冠した著作を発表したほか、現在アメリカの大学ランキングとして広く通用している USニューズ誌ランキングでも「公立校」のカテゴリーを設けるようになっている。こうした経緯から「アイビー・リーグ」のように構成校が確定しているわけではなく、どの学校をここに数えるかは後述のとおり論者によって大きく幅があるが、一般にカリフォルニア大学、ミシガン大学、バージニア大学、フロリダ大学、テキサス大学などの名が挙げられることが多い。
またモルの提言後、さらに小規模な優秀校などを挙げて「ヒドゥン・アイビー」「リトル・アイビー」といったリストも考案されるようになっている。

## 分類の例

### リチャード・モルのリスト（8校）
上記のリチャード・モルの著書において取り上げられた当初のパブリック・アイビーは、以下の8校である（順不同）。
1. ウィリアム・アンド・メアリー大学 (College of William & Mary (Williamsburg, Virginia))
2. マイアミ大学 (オハイオ州) (Miami University (Oxford, Ohio))
3. カリフォルニア大学群（University of California（バークレー, ロサンゼルス、アーバイン校など8校））[注釈 1]
4. ミシガン大学 (University of Michigan (Ann Arbor))
5. ノースカロライナ大学チャペルヒル校 (University of North Carolina at Chapel Hill)
6. テキサス大学オースティン校 (University of Texas at Austin)
7. バーモント大学 (University of Vermont (Burlington))
8. バージニア大学 (University of Virginia (Charlottesville)

この選定にあたってモルは、学生の質や入学競争率、研究レベルなどに加えて「キャンパスの雰囲気」「大学の伝統行事の有無」という基準を重視している。

### グリーンらのリスト（31校）
ハワード・グリーンらは、上記モルのリストをさらに精査し、以下の31校に拡大している(2016年改定)。このリストは「グリーンズガイド」（Greene's Guide）とも呼ばれる。
東部
- ウィリアム・アンド・メアリー大学 (College of William & Mary (Williamsburg, Virginia))
- ペンシルベニア州立大学 (Pennsylvania State University (State College))
- ラトガース大学 (Rutgers, The State University of New Jersey (New Brunswick, New Jersey))
- ビンガムトン大学 (Binghamton University, The State University of New York)
- ストーニーブルック大学 (Stony Brook University, The State University of New York)
- コネチカット大学 (University of Connecticut)
- デラウェア大学 (University of Delaware (Newark))
- メリーランド大学カレッジパーク校 (University of Maryland (College Park))
- ノースカロライナ大学チャペルヒル校 (University of North Carolina at Chapel Hill)
- バージニア大学 (University of Virginia (Charlottesville))

西部
- アリゾナ大学 (University of Arizona (Tucson))
- カリフォルニア大学バークレー校 (University of California, Berkeley)
- カリフォルニア大学サンディエゴ校 (University of California, San Diego)
- カリフォルニア大学サンタバーバラ校 (University of California, Santa Barbara)
- カリフォルニア大学ロサンゼルス校 (UCLA) (University of California, Los Angeles)
- カリフォルニア大学アーバイン校 (University of California, Irvine)
- カリフォルニア大学デービス校 (University of California, Davis)
- コロラド大学ボルダー校 (University of Colorado at Boulder)
- ワシントン大学 (University of Washington (Seattle))

五大湖・中西部
- インディアナ大学ブルーミントン校 (Indiana University (Bloomington))
- マイアミ大学 (オハイオ州) (Miami University (Oxford, Ohio))
- ミシガン州立大学 (Michigan State University (East Lansing))
- オハイオ州立大学 (Ohio State University (Columbus))
- イリノイ大学アーバナ・シャンペーン校 (University of Illinois (Urbana-Champaign))
- アイオワ大学 (University of Iowa (Iowa City))
- ミシガン大学アナーバー校 (University of Michigan - Ann Arbor)
- ミネソタ大学ツインシティー校 (University of Minnesota (Minneapolis-St. Paul))
- ウィスコンシン大学マディソン校 (University of Wisconsin (Madison))

南部
- フロリダ大学 (University of Florida (Gainesville))
- ジョージア大学 (University of Georgia (Athens))
- テキサス大学オースティン校 (University of Texas at Austin)

## 派生したリスト

### 経済性に焦点をあてたリスト（10校）
大学受験情報を扱うアメリカのSparkNotes社は、上記の「グリーンズガイド」 (Greenes' Guides) のリストの中から、アイビーリーグに比べて年間授業料が最大で25,000ドル安く、経済的負担の少ない学校として、以下の10校をピックアップしている。
- ウィリアム・アンド・メアリー大学 (College of William and Mary)
- カリフォルニア大学バークレー校 (University of California, Berkeley)
- カリフォルニア大学ロサンゼルス校 (UCLA) (University of California, Los Angeles)
- ウィスコンシン大学 (University of Wisconsin)
- バージニア大学 (University of Virginia)
- ワシントン大学 (University of Washington)
- ミシガン大学 (University of Michigan)
- ノースカロライナ大学 (University of North Carolina)
- フロリダ大学 (University of Florida)
- ビンガムトン大学 (Binghamton University, The State University of New York)

### 黒人教育に焦点をあてたリスト（23校）
2005年に黒人教育を扱う学術誌（The Journal of Blacks in Higher Education) において、次の23大学がパブリック・アイビーとして紹介された。ただしここでは学術・教育水準の内容だけではなく、黒人学生の割合に注目して「黒人が学びやすい大学」を調査している。
- ウィリアム・アンド・メアリー大学 (College of William and Mary)
- カリフォルニア大学バークレー校 (University of California, Berkeley)
- カリフォルニア大学ロサンゼルス校 (University of California, Los Angeles)
- ウィスコンシン大学 (University of Wisconsin)
- バージニア大学 (University of Virginia)
- ワシントン大学 (University of Washington)
- ミシガン大学 (University of Michigan)
- ノースカロライナ大学 (University of North Carolina)
- フロリダ大学 (University of Florida)
- ニューヨーク州立大学 (State University of New York (SUNY))
- イリノイ大学 (University of Illinois)
- ラトガース大学 (Rutgers University)
- オハイオ州立大学 (Ohio State University)
- ジョージア工科大学 (Georgia Institute of Technology)
- ペンシルベニア州立大学 (Pennsylvania State University)
- コロラド大学 (University of Colorado)
- マイアミ大学 (オハイオ州) (Miami University)
- テキサス大学オースティン校 (University of Texas-Austin)
- インディアナ大学 (Indiana University)
- バーモント大学 (University of Vermont)
- カリフォルニア大学サンディエゴ校 (University of California, San Diego)
- カリフォルニア大学デービス校 (University of California, Davis)
- カリフォルニア大学アーバイン校 (University of California, Irvine)